# Альфа (виноград)
Альфа  — американский сорт винограда, гибрид (Vitis labrusca × V.riparia).

## Основные характеристики
Сила роста лозы сильная. Листья крупные, трехлопастные. Цветок обоеполый. К грибным болезням устойчив, но склонен к заболеванию хлорозом. Урожайность этого сорта винограда высока (150-180 ц/га.). Сорт винограда среднего периода созревания. Период от начала распускания почек до полного созревания ягод 135-145 дней при сумме активных температур 2400°С. Цветок обоеполый. Ягоды чёрные, потребляются свежими; используются в виноделии. Вкус посредственный, кисло-сладкий. Сахаристость 15—18%, кислотность 10—13 г/л. Семян в ягоде два — три.  Масса средней грозди около 120 г. В связи с большой морозоустойчивостью может служить хорошим подвоем,  с успехом применяется для озеленения.
На территории СНГ распространён в северных районах Украины, в России встречается на Дальнем Востоке (Районирован в Приморском крае). В 1962 году сорт Альфа был районирован по южной садовой зоне БССР. Свободно произрастает в Подмосковье и южной Сибири, неукрывной сорт. Морозоустойчивость : -30-35°С.